# Luciana Aymar
Luciana Paula Aymar, född den 10 augusti 1977 i Rosario, Argentina, är en argentinsk landhockeyspelare.
Hon tog OS-silver i damernas landhockeyturnering i samband med de olympiska landhockeytävlingarna 2000 i Sydney.
Hon tog OS-brons i samma gren i samband med de olympiska landhockeytävlingarna 2004 i Aten.
I samband med de olympiska landhockeytävlingarna 2008 i Peking. tog hon OS-brons igen i landhockey.
Hon tog därefter OS-silver i damernas landhockeyturnering i samband med de olympiska landhockeytävlingarna 2012 i London.